# Луг (зупинний пункт)
Луг — пасажирський залізничний зупинний пункт Ужгородської дирекції Львівської залізниці.
Розташований у селі Луг, Великоберезнянський район Закарпатської області на лінії Самбір — Чоп між станціями Волосянка-Закарпатська (4 км) та Ставне (5 км).
Станом на травень 2019 року щодня чотири пари електропотягів прямують за напрямком Сянки — Мукачево.